# されど罪人は竜と踊る Dances with the Dragons
『されど罪人は竜と踊る Dances with the Dragons』（されどつみびとはりゅうとおどる ダンスィズ・ウィズ・ザ・ドラゴンズ）は、浅井ラボによる日本のライトノベルおよびそれを原作としたメディアミックス作品。イラストは宮城（13巻まで）、ざいん（14巻以降）。科学監修は亜留間次郎、22巻より月詠。ガガガ文庫（小学館）より2008年5月から刊行されている。
角川スニーカー文庫で2003年1月30日から2006年5月1日まで刊行されていた『されど罪人は竜と踊る』シリーズの、実質的なリメイク作品にあたる。背表紙においては『されど罪人は竜と踊る』の表記のみだが、表紙には題字の側に『Dances with the Dragons』と刻印されている。角川スニーカー文庫版と区別するため、略称は『され竜DD』。1巻・2巻は角川スニーカー文庫版の大筋はそのままに大幅に加筆修正を行ったリメイク版であり、3巻『Silverdawn Goldendusk』から完全書き下ろし長編が登場、9巻以降が角川スニーカー文庫編にないガガガ文庫オリジナルとなる。1巻から12巻までを第一部、14巻以降を第二部としている。

## 設定
ここでは主にガガガ文庫版にて初めて登場した、もしくは大きな役割を持った設定について解説する。その他の設定については『されど罪人は竜と踊る#設定』の項を参照。

### 異貌のものども

#### 古き巨人
<古き巨人>（エノルム）は地層と同じ程度と言われるほど長命な種族で、身長は15から18メルトル程度。珪金化物の体を持ち、鉱物や原油を食料としてアスファルトの排泄物を出す。体の表面は基本的に金属で被われているが、体の内部は表面よりは頑丈ではない。その生態から化学系や電磁系の咒式に非常に優れる。目のように見える感覚器官兼演算器官の数が多いほど強力な個体で、身体の色と目の色によって十八属百十八派に分類される。また、古き巨人の始祖である十八柱の巨神(皇)と、古き巨人の支配者である百十八帝、そしてその下に多数の王が存在する。

#### 禍つ式
スニーカー文庫版では秩序派、混沌派、無派の三派閥しか登場しなかったがガガガ文庫版ではグラッシケル公爵とオクトルプス大僧正の会話から禍つ式には七十二の派閥があり、秩序派、混沌派、無派に加えて傲慢派、憤怒派、強欲派、貪食派、嫉妬派、怠惰派、虚栄派、悲嘆派、享楽派といった派閥が主要十三派として扱われており、かつて十三派大戦という争いがあった事などが明らかになっている。三〇〇番台の伯爵級が大禍つ式の主戦力であり、二〇〇番台の侯爵級が大禍つ式の将軍にあたるとされる。また、形式番号で上から十体までの個体は大侯爵、のように爵位の前に大と尊称をつけて呼ばれている。

### 宙界の瞳
星を支える五頭の龍が作ったと伝えられる指輪。運命の輪とも言われる。嵌められている宝玉は中央で上下に割れて瞳のようになる。竜だけでなく古き巨人や大禍つ式なども関わっており、ガユスの持つ赤の宙界の瞳を見ては様々な反応を示している。咒力干渉を防ぐ力や咒力を増幅させる力があることが分かっている。虹の色になぞらえた七つに加えて白と黒の瞳が存在しているが、ダルセーノは何故か白騎士の聖剣に使われているものとは別の紫色の宙界の瞳を所持しており、現在十個の存在が確認されている。第21巻現在の所有者は以下の通り。
- 赤色：ガユス・レヴィナ・ソレル（竜族賢竜派の秘宝。ニドヴォルクにより強奪されたものが、モルディーンを通してガユスに託された）
- 橙色：ワーリャスフ（ルゲニア共和国のものをガユスとギギナから強奪）
- 黄色：バハリベス（バッハルバ大光国の秘宝）
- 緑色：アザルリ（ハオル王国の秘宝を強奪）
- 青色：モルディーン・オージェス・ギュネイ
- 藍色：ミルメオン
- 紫色：ゲ・ウヌラクノギア（白騎士の聖剣である「正しきラズカリィ」の根元に埋まっていたものを奪取）
- 虹色：自由に色を変えることができ、ダルセーノ・ウーディースが所持している現在は紫色になっている（アザルリの知らない紫色）

### エミレオの書
エミュレリオの九十九の書。200年前にエミュレーディ家第13代当主エミュレリオ・エミュレーディが作らせた99冊の書。書は強力な異貌のものどもを拘束している檻へと繋がる扉となっており、異貌のものどもは即死さえしなければ書に戻ることで復活できる。ヨーカーンが最大の8つを所有し、残りはエミュレーディ家の後継者争いに利用されて散逸している。

## 登場人物
ウォルロット・ウォルハーグ
魔杖剣：「悲姫ジゼロ」「思推せしオデオン」
「勇者ウォルハーグ」の異名で知れ渡る青年。元・ピエゾ連邦共和国の軍人で、最終階級は特佐。破壊工作や暗殺を行う第903部隊に所属していた。当時のピエゾ大統領バセレオの命令で、独立を狙うペンクラート人民の虐殺を行い、バセレオの失脚と同時に軍事法廷にかかり永久監獄に投獄された。その後、多数の軍人を殺害し脱獄。旧友ブローゾに儲け話の話を持ち出され、エリダナに訪れた。
その戦闘能力はすさまじく、ガユスとギギナ2人がかりで挑んでも完敗するほど。重力質量系、化学鋼成系を使いこなし、戦場での判断力に優れる。
過去の悪夢から逃れるため麻薬中毒者となり、情緒不安定なところもあるが元は沈着冷静で実直で、勇者の異名に相応しい気高い青年である。その忠義心の高さゆえに虐殺者となった。ブローゾの伝言を黙しているジヴを、誘拐する形で行動を共にするが、次第にジヴという女性に惹かれていく。
アーゼル
声 - 洲崎綾
エリウス出版見習記者。巨乳。ウォルロットにジヴを連れ去られ、自暴自棄になったガユスに処女を奪われかけた。
血の祝祭の期間中、ディエーモを名乗ったウブシュシュの設けた記者会見の場に居合わせてしまい、そこへアンヘリオが乱入した事で死の危険に晒されながらアンヘリオへの独占取材を生放送で行う事になった。非戦闘員であるにもかかわらず、アンヘリオによって負傷させられても取材を続ける凄まじい意思の強さを見せた。最終的にアンヘリオによって殺害されそうになったがペトレリカが割り込んだ事で事なきを得た。アーゼルが命懸けで取材を続けた事でロレンゾがアンヘリオの位場所を特定する時間が生まれペトレリカを奪還する事に繋がった。
テュラス
ガユスの予備校の女子生徒でガユスに惚れている。スニーカー文庫版の2巻にも1シーンだけ登場したが、ガガガ文庫版では出番が増えている。
ダリオネート・ブラカイマ
ウォード投資会社最高経営顧問。
タカシナ・テンゼン
魔杖刀：「鶯鳴き」
サガミ・テンゼンとも。賽河江一刀流免許皆伝。ギギナの師の一人である齢90を超える老人。剣術は年齢を重ねて尚衰えていないが、体はやはり老いている。ギギナに魔杖刀を譲り跡を継ぐよう頼むが断られ、剣士としての末路を望み、禁断の咒式に手を出して若返りギギナを襲撃、死闘の末に討ち死にし、テンゼンの後を追うように愛刀「鶯鳴き」も砕ける。
ロレンゾ・ホルヘイゾ
魔杖剣：旧型の猟用魔杖剣
過去に殺人王ザッハドを逮捕した伝説的な老咒式士。ザッハドの逮捕後、息子と孫をアンヘリオに殺害されたため、使徒を狩ることに執念を燃やす。傍らに一見すると普通の犬だがエミュレルバルクの森に生きていた白、黒、赤の3匹の魔犬を従えており、そのどれもが強力。尚且つロレンゾ自身も到達者級以上の咒式士であり、使徒を一撃で葬る程の実力を持つ。
著作物を刊行しており『都市における追跡』は市街戦を行う咒式士の必読書となっている。
アンヘリオを追ってエリダナに到着し、ガユスとギギナによって捕縛されたモーフィースを殺害した後にアンヘリオやカジフチと交戦。アンヘリオとは数度に渡る激突の末にこれを撃破したかと思われたが、自身の犬の体を乗っ取っていたアンヘリオに気付かず殺害された。死ななければ、ギギナ、ガユスの事務所の後見人になっていたであろう人物。
ペトレリカ
パンハイマの娘。アンヘリオに人質として誘拐され弄ばれるが、次第にアンヘリオにとって大きな存在になっていく。自らの信じる正しさを貫くという点ではアンヘリオをも超えるほどの異常さを持ち、命と引き換えにアンヘリオに心の痛みを教えようとした。
幼少期に脳をパンハイマによって乗っ取られた操り人形であり、聖女のような行動も全てパンハイマの演技によるものだった。
アラヤ・ウーラ・ハオル
ハオル王家の王女。革命派による反乱の際の拷問で目と喉を潰され、四肢も満足に動かせなくなっている。王家に伝わる指輪である、緑の宙界の瞳を持つ。
本心では王家の復権を望んでおらず、王家の復権を阻止するためにアザルリを監獄から解放し、宙界の瞳を渡す代わりに革命派の弱体化および自身の殺害を依頼。モルディーンとの会談で本心と真相を告げたあと、アザルリの包帯に貫かれ死亡した。
デナーリオ・ウーリ・ルスタン
ハオル王家の遠戚であるルスタン家の三男で、ハオル王家近衛団長・総指揮官。アラヤとは恋仲。アラヤの代弁者・代行者を自称し、王家の復権に尽力した結果、ハオル王家派にとって英雄的な存在となっている。
アラヤの死後は憔悴していたが、遺言に奮起され、ハオルを立て直すことを決意した。なお、アザルリとは幼少期一度会っていた模様。
モサベラウ
ルゲニア四峰と呼ばれるルゲニア共和国の首都に大きな事務所を構える咒式士の一人であるランドック人。長命竜ズィガイニスを討伐した事で知られる。
手にした魔杖棍の質量を自在に変化させ、超腕力でそれを用いた打撃を行う。
ガユス達と共闘し、スニグ・レレトを撃破した。
トバイアト
ルゲニア四峰の一人であるノルグム人の老人。古き巨人のオンモースタイ・イを倒した事で知られている。
六メルトルほどの赤い光の棺を発生させ、咒式抵抗に失敗した範囲内を問答無用で分子の塵にする数法量子系咒式を使う。
ガユス、ギギナと協力し、スニグ・レレトを撃破した。
ガーノゥ
ルゲニア四峰の一人で数法系咒式士。スニグ・レレトという大禍つ式を倒したことで知られる。
ルゲニア四峰で唯一、前政権のダズト元大統領派に回った人物。ダズト政権下で組織された青衣隊と呼ばれる組織を率いてダズトに有利になるように政敵の暗殺などを行っていたとされるが、政権維持のために協力した事が善行でないと理解していた。
ダズトの海外逃亡の時間を稼ぐための囮になりアポネルフの胎門と呼ばれる施設に籠城。部下を生贄として召喚した禍つ式を戦力にトバイアトやモサベラウ達を迎撃。最後は自らを生贄とする事でかつて倒したスニグ・レレトを召喚して消滅した。
ロンレル・アドレ・クッグレグ
エリダナ七門の一角であるロンレル連隊の長。
エリダナでは引き分けこそあっても敗北はないとされ、それらの経歴から鉄壁のロンレル、不敗の名将などの異名を持つ。しかし、フロズヴェルによれば他の七門に比べて半分ほどの戦績しかなく、それですら自分より各上の強敵と一度も戦わず、絶対に勝てる格下の相手に対し、絶対に勝てる慎重な戦いを続けてきたからであり、七門就任時から全く強くなっていないとの事。
ジオルグやラルゴンキンがいるから四大咒式士になれないと言われてきたため両者に対して強い劣等感を抱いており、七大手就任の投票でフロズヴェルに一票を投じたが、そこに至った思考をフロズヴェルに見抜かれており、中立から敵に回られる前に排除する必要があると判断したフロズヴェルが手引きしたアミラガ家親衛隊と奴隷頭に襲撃され死亡した。
アッテンビーヤ・リヴェ・アブソリ
後アブソリエル公国を代表する六人の攻性咒式士である六大天の一人で指導者格とされる人物。閃剣の異名で呼ばれる中年の男。公王イチェードとは親交があり、反公王派とされてはいるものの実際にはあくまで苦言を呈するぐらいだとされていた。イチェードの再征服戦争については無謀な侵略戦争であり、いずれ後公国の滅びを招くだろうという考えから反対しており、先代公王から公王家が暴走した時に動くようにとの密命を受けていたため後アブソリエル皇帝即位式典にロマロトと共に乱入した。
アブソリエル帝国時代中期に活躍したアブソリ侯爵の子孫であり、アブソリエル帝国時代から続くアブソリエル正当剣術の使い手としては現代最高とされるほどの実力者。ガユスの見立てでは咒式士の階梯の見直しが行われるよりも前の段階でも十四階梯の踏破者以上。咒式によって生成した六方晶金剛石による九十九本もの武具を達人の技量で個別に操る事が可能であり、単身でありながら凄まじいまでの戦闘力を有する。
式典会場においてはワーリャスフと一対一で渡り合い、今までにその時代の最強者からしか手傷を負わされて来ず、現代においてそれらに該当するのは翼将と七英雄くらいだと考えていたワーリャスフに血を流させた。
龍であるゲ・ウヌラクノギアを前にしても立ち向かい、千本近い六方晶金剛石を一つの巨大な武器として束ね、超音速を超える速度で振るう奥の手すらも防御に回して、ガユス達の命を救い、アブソリエル公国と世界の行く末を託して死亡した。
ロマロト・ベンス・シャナハン
六大天の一人。六大天の中では最年長で反公王派筆頭とされる老人。異貌のものどのの召喚を得意としており呼び声のロマロトと呼ばれる。アッテンビーヤと同じく十四階梯の踏破者以上の実力者。
後アブソリエル公国内でも悪名高い強大な長命竜であるウングイユを使役し、アッテンビーヤと共に乱入した後アブソリエル皇帝即位式典においては近衛兵やワーリャスフの召喚した大禍つ式を相手取って戦ったが、ゲ・ウヌラクノギアには太刀打ちできず、咒式によって凶悪な異貌のものどのが生息するエミュレルバルクの森を繋ぎ、召喚した数百体もの異貌のものどのを壁とする事でゲ・ウヌラクノギアの攻撃が直撃する事を防ぎ、ガユス達の命を救った。
ドルスコリィ・オルムス・エニンザード
六大天の一人。大結界による公王宮の守護を担当しており、公王寄りの人物とされていたが、アッテンビーヤやロマロトと同様に先代公王からの密命を受けていたためイチェードと敵対した。
結界に関しては後アブソリエル公国どころか大陸でも指折りとされる超級の咒式士。公王宮全体を覆うように展開されている大結界は個人で展開している量子干渉結界であるにもかかわらず、核の直撃どころか準戦略級咒式すら防ぐと言われており、ガユスの推測では軍所属の高位数法系咒式士数百人が全力で解除にかかっても十数分かかるだろうとの事。
大結界を維持した状態でも防御用の極めて強固な結界咒式を展開する事が可能であり、その強度は伯爵級大禍つ式であるソゴ・ラーラの攻撃をも通さないばかりか逆に結界に触れたソゴ・ラーラの肉体を分解するほど。さらにそれら複数の結界を展開した上で数列の鎖をはじめとする多数の咒式を同時展開するほどの凄まじい演算力と咒力を有しており、式典会場における激戦では単身で伯爵級大禍つ式を足止めし続けた。
戦闘の末の多少なりとも消耗した状態であるにもかかわらず長命竜を含めた竜十二頭が総掛かりで大結界を解除しようとした際も一撃で破壊させる事を許さなかったが竜達が命と引き換えに大結界への干渉を続けたために限界を迎え、大結界を破壊されたが自身の命と引き換えにして結界咒式を再発動し、ガユス達が生き延びる時間を稼いだ。
ニニョス・バグニド
神聖イージェス教国において十二翼将や七英雄に匹敵する咒式士であり指揮官であるとされる十六枢機将の一人で序列第十五位。地勢読みに長けており、その能力で数々の戦場で勝利してきた人物。龍皇国戦線を指揮する四将の一人として龍皇国北方の要所であるアンバレス地方に侵攻して来た。
慎重派の人物であり、以前から龍皇国北方方面軍の戦術や戦略を研究していたが、半年ほど前から戦っていたグルキオ枢機将が粛清されたために最新の情報が伝達されないまま侵攻。カダク准将率いる第七八師団を十三万もの大軍による圧倒的兵数差によって壊滅寸前にまで追い込む事に成功したが、バロメロオの咒式と人形兵団により前線が崩壊させられ後退。退却途中でバロメロオの仕掛けていた罠に掛かり、命を落とす寸前でメルジャコブによって救われた。
メルジャコブが新参者でありながら自分より上の序列になった事を良く思っておらず、出世競争においての脅威であると認識する一方で、苦戦している状況であれば利用するべきだと冷静な判断を下せる人物であり、退却の際も被害を最小限にし、バロメロオに対しては強敵であるとして敬意を払うなど、愚鈍な人物ではないという描写がされている。
メルジャコブ
神聖イージェス教国十六枢機将の一人。序列は第十四位。戦争に反対した三人の枢機将が粛清された事で新たに枢機将となった人物。
当初はラペトデス七都市同盟戦線の後詰めだったが、枢機将長ツゲーチェフの指示でアンバレス地方に派遣されてきた。農民出身であるため他の枢機将から軽んじられているとのこと。

### ザッハドと使徒
ザッハド・ダノン・イエッガ
史上最多の殺人を犯した殺人王。公式には13歳の時に恋人を惨殺し、それから逮捕されるまでの53年間、数千件にも及ぶ殺人を続けたとされる。一方で学問に関しての天才的な頭脳を持ち、咒式生物学や咒式宇宙理論の分野に大きな影響を及ぼし、多くの人間の命を救ってもいる。世界の敵の一人だが戦闘型ではないとされる。
その正体はエミレオの書に本体が宿る伯爵級の大禍つ式で、人間の世界と禍つ式の世界を繋ぐウゥグ・ロンナの門を顕現させるための鍵。人間の子供と入れ替わって80年以上を生きており、本人も自分が鍵だとは思っていなかった。人間と大禍つ式の両特性を備えている。最期はエミレオの書を使ったユラヴィカに死闘の末に禍つ式だけでなく人の両方の特性も持っていたため勝ちを譲った。彼らの中では戦闘向きではないが世界の敵の１人。
アンヘリオ
ザッハドの使徒の中でも最悪の一人とされる、今までに900人以上を殺害した殺人者。その犯行の手口から"金剛石の殺人者"や"動く断頭台"の異名を持つ。魔杖剣なしで咒式を発動できる特異体質であり、7冊のエミレオの書を所持する超級の咒式士。祝祭と称してエリダナへやって来て、数々の殺人劇を起こして災厄をもたらし、ガユスやギギナ、パンハイマらと対峙する。
今までの悪行から、世間または当局からはザッハドの使徒の一人と認識されているが、本人曰く「ザッハドに対して敬意も持たないし、使徒ではない」とのこと。使徒と認められるにはエミレオの書を所持していることが条件の一つであるが、彼はエミュレリオの遠い子孫であり、家にもともと伝わっていた書を所持しているだけにすぎない。
生まれつき、その異名通り何事にも左右されず全てを他人事のように思う異常な精神を持っている。また人間観に独自の観点を持ち、無価値と判断した人間を殺害した際には"再配分"と称し、自身の持つ莫大な資産から価値ある未来の可能性があると判断した者、技術または組織に多額の寄付をしている。この行為から、悪評とは正反対の"百合の紳士"という異名を持つ。自身の精神構造または思想についてアンヘリオは誇大妄想狂と評している。
ペトレリカの死に対してすら何も感じず、また全てはパンハイマの思惑通りだったことを知って精神が崩壊。エミレオの書を求めるザッハドに一撃で殺された。
ウブシュシュ
額を司るザッハドの使徒で祝祭の主催者。狂的な<ボク>と理知的な<僕>の二重人格。
エミレオの書への執着からエミュレリオが自らの意識を<愚者ウブシュシュ>の力でエミレオの書に拘束させ、半永久的な寿命と不死性を得た姿。<ボク>はザッハドに作られた人格で、<僕>は<ボク>の演技。本来の人格である<儂>を隠し、散逸したエミレオの書を集めるためザッハドやアンヘリオを利用していたが、ザッハドの掛けていた保険によりエミレオの書を渡してしまい、書との繋がりを断たれて急激に老化し死亡した。
キンジョウ・カジフチ
右拳を司るザッハドの使徒でテンゼンの妾腹の子。電磁磁場系咒式で黒い砂を操り、震電流空手を完成させるため強者との戦いを求める武人にして戦闘狂。数百歳の竜を正面から一対一で殺害する超級の咒式士であり、古き巨人並の戦闘能力を持つとも言われ、ギギナですら一対一では勝利できなかった。<彷徨するハーコン>というエミレオの書を所持しているが作中では一度も使わなかった。
血の祝祭では強者であるアンヘリオを追ってエリダナに出現。アンヘリオやロレンゾ達と交戦し、ホン・ロンの放った核融合咒式を受けて死亡した。アンヘリオをして最強の使徒と言わしめるほど。
メレニボス
右目を司るザッハドの使徒で見えずのメレニボスと称される。エミレオの書である<肉腫のニニギ>を所持し、これにより他者の肉体との融合を可能とする。主に他者の体内から対象を暗殺するという手法で犯行を重ねてきた。
血の祝祭の勝者となるべく、<指先>の体内に潜みながら得点の高い者を殺せる隙を窺い、警察署内でハーライルを殺害しようとするも偶然から失敗。追跡するガユスらと市街戦を繰り広げる。最終的にはガユスと融合して体内から脳か心臓を破壊しようとするが、ガユスの自身を巻き込んだ形での爆裂咒式を間近で食らい負傷。最後は核融合咒式で跡形もなく消滅して死亡した。
マレンコ
左手中指を司るザッハドの使徒。保有するエミレオの書は＜傀儡のペイオデデ＞で擬態咒式を扱う事が出来るという。東方の日薙出身の二刀流の剣士であり本名は喰刃壬陣九郎。
テンゼンを若返らせた張本人であり、ギギナにとって因縁の相手。かつて傀儡をギギナに倒された事がきっかけで腕が落ちた事を悟りエリダナを離れ深山で修業し直したとの事だがギギナの見立てでは実力者ではあるが十二階梯ほどとのこと。
自身が最高の殺人者である事を証明しようとしていたが修行中のタイミングで血の祝祭が開幕してしまったため参加が叶わず、ギギナを倒せば祝祭における真の勝者となれると考え、ヒルデと共闘してギギナを襲撃した。四重発動した生体強化系咒式によって常識外れの体術を実現させ、二刀流に加えて両足からも刃を生成する変則的な剣技でギギナと渡り合ったが強敵との戦いを経て血の祝祭の時よりも更に強さを増していたギギナには及ばず、生涯最高最速と自負する一刀を繰り出すも敗北。快楽殺人に堕落せず強者との死闘に赴くべきだったと後悔しながら絶命した。

### 竜
ホン・ロン
アンヘリオの所有するエミレオの書に封じられていた全長５０メルトルほどの東方の竜。東方の竜にはドラッケン式竜測定法が当てはまらないため、ギギナの推測ではあるが千三百歳級とされる。アンヘリオによれば一つの都市と八つの町、二十三の村を壊滅させたとされる悪竜でアダマチウス・スと同様に、強大さゆえにアンヘリオですら制御しきれないほどの怪物。血の祝祭ではカジフチを核融合咒式で撃破した。他のエミレオの書とは異なり、アンヘリオが自身の手で捕えて書に封じたという趣旨の発言をしている。
アンヘリオの死後にザッハドを経て新たな所有者となったユラヴィカとは地形を変えるほどの激戦を繰り広げた末に撃破され、後のザッハドの撃破にも貢献した。
聖地アルソークにおけるゲ・ウヌラクノギア再臨の際は現地から遠く離れた場所にいたにもかかわらずその気配を察知し、ユラヴィカの肉体から強引に抜け出て実体化し恭しく頭を下げる姿を見せた。
ガティエルク
ガユスとギギナが宙界の瞳を探索中に遭遇した九百歳級の準長命竜。ガユス達と同様に宙界の瞳の探索のために派遣されてきた。
黒竜派に所属しており、数々の戦歴からギギナも名前を知るほどの猛者。対人戦闘経験が豊富だと自分で言うように、一般的な竜が正々堂々と正面からの力押しを好むのに対し、会話の最中に咒式による騙し討ちを行ったり、強酸咒式で足場を破壊するといった戦術を用いてガユス達を苦戦させた。
人と竜の間に圧倒的な種族差があるにもかかわらず、ニドヴォルクを倒したという事からガユス達に対する油断をせず、戦闘中のガユス達の無駄話を罠だと思って警戒するといった隙のなさを見せたが、ガユス達がエニンギルゥド戦以降に強酸咒式を用いる竜相手の模擬戦を繰り返していた事が敗因となり倒された。
ウングイユ
後アブソリエル公国東端に生息する千三百歳級の長命竜。歴代アブソリエル皇帝や公王が何度も討伐を試みたが倒せなかったという三つ首に三本の尾を持つ邪竜で一万五千人を殺害したとされる。一年ほど前から活動を停止し、休眠期に入った可能性も考えられていたが、実はロマロトによって倒され、イチェードの後アブソリエル皇帝即位式典にて召喚された。
一般的に複数の頭部を持つ竜は知能が低く、脳がある本体以外の首は触手でしかない事が多いのに対し、ウングイユは全ての首が知能を持っているため同年齢同格の竜の三倍の強さだとされる。三つの頭部それぞれが核融合咒式を放ち、ワーリャスフの召喚したモゴ・ムームを行動不能に追い込むなど凄まじい強さを見せたが、ウーディースの光の翼で頭部を切断されて死亡した。
ゼメルギオス
かつて北方アンガタン半島の地形を変え、十五万四千人もの被害者を出したとされる二千百歳級の火山竜。黒竜派の中でも最大戦力である北東方面軍の指揮官を任されており、黒竜派の中でも猛者中の猛者である八方面竜と呼ばれる強大な竜のうちの一体。モルディーンを狙って配下の竜と共に聖地アルソークを襲撃した。
立ち塞がった白騎士ファストを火山活動を起こす化学鋼成系の超階位咒式を使い足止めし、片腕を犠牲にして宇宙の手前へ強制的に移動させて無力化に成功。火山咒式をも超える天変地異を引き起こす極大咒式を繰り出そうとしたがヨーカーンによって転移してきたオキツグに阻まれた。冥法村正による次元切断咒式と量子干渉結界が拮抗する一瞬に反応し、咒式を見切って致命傷を避けるなど、凄まじい力量を見せたが、ファストが帰還すると形勢が一気に傾き、ファストの超定理系咒式により消滅させられた。
青咒竜マググッツ
八方面竜に数えられる二千三百歳級の上古竜。全身に召喚咒式を纏いモダウスの街を壊滅させた事で知られており、これまでに十五万二千人を殺害したとされる。アビエストリやゼメルギオスらと共に黒竜派の長の候補として名前が挙げられていた竜。
サイデルベスからの指示を受け、龍皇国と交戦中の神聖イージェス教国に加担すべく姿を現し、小国ほどの広さがあるアンバレス地域南部のほぼ全域に届くほどの咒力妨害でバロメロオと擬人達の通信を阻害し、人形兵団を敗走へ追い込んだが反撃で放たれたバロメロオの咒式によって腕を消失させられた。
怨覚竜アビエストリ
黒竜派に所属する竜。ギギナが黒竜派の長の候補として名前を挙げたうちの一体。
ハイモンド地方で荒れ狂い十五万三千人を殺害した悪竜。
七夜竜サイデルベス
かつてアブソリエル帝国に七日間の夜をもたらした、とされる二千二百歳の竜。黒竜派の総司令であり、公爵級の大禍つ式に匹敵するとされる。
人類圏では五百年前を最後に目撃されていなかったが、踊る夜との会談に姿を見せ、黒竜派を痛めつけて自身まで辿り着いたという是空を敵視していた。
黒淄龍ゲ・ウヌラクノギア
黒竜派の最高指導者。竜を超越する、一万歳を超えた《龍》。
大きさは前肢だけで二〇〇メルトルを超えており、そこから推定すると全長は一〇〇〇から一五〇〇メルトルだとされる。災龍ゲ・ヅァイターンの玄孫であり、巨大な紅玉のような瞳を有する。現段階では「応」「是」「否」などごく短い発言だけで意思疎通を行う。宙界の瞳の力と、長命竜の複数頭分の命を用いて体の一部だけが地上に顕現する。
人類史に三度出現したとされ、先史時代の大量絶滅の原因となったとされている。二千年前には古き巨人の二派と大禍つ式の秩序派と混沌派の四者を相手取り暴れ回ったが、流石に単体では分が悪かったらしく弱体化したところを封印された。聖地アルソークにおいてゼメルギオス達の命と引き換えに発動した咒式により封印された空間から実に四度目となる出現を果たした。人類最強の一角であるファストを殺害し、聖剣となっていた宙界の瞳を奪取する事に成功。その場に居合わせたモルディーンとミルメオンの宙界の瞳をも欲したがオキツグ、ヨーカーン、ミルメオンによって阻まれ、姿を消した。現段階では地上において最強の存在であるとされている。

### 大禍つ式
スニグ・レレト
かつてガーノゥによって討伐されたとされる四九二式の子爵級大禍つ式。混沌派に所属する。
事前に召喚方法を訊き出していたガーノゥが自分自身を生贄として再召喚した。ガーノゥの意思と契約により、ルゲニア共和国の人民を殺戮しようと活動を開始した。
電磁系咒式によって浮遊する一辺一メルトルほどの複数の立方体で構成されており、それらの立方体一つ一つに感覚器官が存在しているため高い感知能力を有する。周囲の金属などから黒い立方体を生成し、電磁雷撃系咒式でこれらを高速で旋回させる事で立方体を嵐のように繰り出し、縦横無尽に攻撃を行う。作中では一万個を超える立方体を少なくとも直径一五〇メルトルという広範囲に展開しており、サイズは小石から車まで大小様々。
ガユス、ギギナ、モサベラウ、トバイアトとの激戦の末に、全ての立方体を用いた大質量攻撃を仕掛けたが、これを読んでいたガユスの気化燃料爆弾咒式の改良版によって焼き尽くされて消滅した。
グラッシケル
形式番号一九八の公爵級大禍つ式。秩序派に属している。中世の貴族のような衣装で、先端に銀の円盤の付いた杖を手にしている。身長三メルトルほどの烏賊の頭部をした巨人で木管楽器のような声をしている。形式番号によって自身がオクトルプス大僧正より上だと認識しているため、一番違いを誤差だとして軽視するオクトルプスを毛嫌いしており、混沌派をいい加減な派閥だとして侮蔑の対象としている。秩序派の王である玲瓏王ブルゼベイを呼び戻すことを目的としている
七十年前の第二次大陸大戦で神聖イージェス教国によってオクトルプス大僧正と共に召喚され、配下の禍つ式と共に多数の都市を焼き尽くし、大量虐殺を行った事から第二次大陸大戦において最悪だったとされる大禍つ式であり、ウコウト大陸に住む人類、亜人、異貌のものどもで名前と姿を知らない者はいないと言われるほどの存在。
踊る夜との会談においてワーリャスフの提案した協力関係を拒否して宙界の瞳を奪おうとしたが、現実世界の法則に縛られた竜や古き巨人に対し、高次元生命体である自分たちが有利だと判断し、人類全体を相手にするよりは与しやすいとして退いた。
オクトルプス
形式番号一九九の公爵級大禍つ式。混沌派に属している。異教の僧正のような服装からか一般的には大僧正と呼ばれており、左手で分厚い革表紙の本を握っている。蛸に似た頭部を持ち、金管楽器のような声をしている。形式番号が一番違いというだけで上位面をするグラッシケル公爵の事を好ましく思っておらず、秩序派を堅苦しいと毛嫌いしている。混沌派の罪禍王ディザスタトを復活させる事を目標としている。グラッシケル公爵と共に大禍つ式の両巨頭とされており、現段階で地上における最強かつ最大の大禍つ式とされている。
グラッシケル公爵と共にアズーリンの使役する禍つ式を経由して呼ばれ踊る夜との会談に姿を見せた。

### 古き巨人
ゾアイデス・ス
怨帝と呼ばれる百十八帝の内の一体で、400メルトルにもなる青黒い巨体と八十八の赤い目を持つ。1200年前の大戦争で黄金龍ガ・フーイと戦い竜族に敗れた後、巨神の世界で傷を癒していた。
人類と最も激しく敵対する<怨帝の十三の嫡子たち>の一体であるザムザ・ザの手により復活を遂げたが、オキツグの言葉に応じザムザ・ザとともに再び長い眠りについた。
ウガウク・ク
十三属の帝を支える王の一体。181.38メルトルという巨体に三十三の赤い目を有する。
タラテク峡谷問題を諌めるためにレメディウス方程式を利用した転移咒式でオージェス宮に出現。第七階位の咒式を容易く行使し翼将と渡り合うが、最期はオキツグが召喚した軍神の一撃を受けて死亡した。
アダマチウス・ス
アンヘリオの所持するエミレオの書に封じられた百十八帝の内の一体で金剛石を操る古き巨人の手。強大さゆえにアンヘリオでも制御しきれない怪物。
アイアーグ・グ
200メルトルを超える巨体と四十四もの目を持つ第八属、二十六派の鉄王。ウガウク・クと並ぶ古き巨人の巨頭。エウグーリ山脈で復活し行動を開始した。＜踊る夜＞との会談にはソトレリツォの氷雪公主の呼びかけにより参加した。
公爵級の大禍つ式二体に匹敵するとされる実力者であり、主君である黒鉄帝を地の底から呼び戻すことを目的として行動している

### 世界の敵
最重要指名手配の二十九人。ギルレインの逮捕、ザッハドの死亡（消滅）、ベギンレイムの尻尾の消滅認定により三十人から二十七人まで減ったが新しくクエロ（すぐに撤回された）ともう一名が追加された。

### 踊る夜
世界の敵の中でも一時的な協力関係にある者達。一人一人がアザルリに並ぶ実力者。それぞれの目的のために宙界の瞳を必要としている。
ワーリャスフ
調律者。二千年以上を生きる魔人。元聖十二使徒マルブディア。咒式が実用化される遙か以前から世界の根源である究極理論等の知識を得るため行動している。外見は貴族風の装束を身に纏った老人で小さな角を生やした赤い子鬼を使い魔にしている。軍隊を遊び相手にし、これを容易く壊滅させる動く災害。かつてオキツグやザッハドと戦ったことがある。
血の祝祭の期間中には龍皇国に出現し、アザルリと激突。アザルリの左手と右足を奪う代わりに心臓を三つ破壊され、地形が変化するほどの激戦を繰り広げるも決着はつかなかった。なお肩に小型にした竜や小鬼を乗せていることからヨーカーンの真似をしていると指摘されたこともあった。
ルゲニア共和国にある宙界の瞳を回収すべくアズーリン、是空に続く形で襲来。伯爵級の大禍つ式を召喚し、設定した条件に該当する人間を塩に変える超定理系の呪詛咒式で数万人を消失させるなど、次元違いの強さを見せつけたが最後には時間切れだとして撤退した。
その正体ははるか昔、十字架にかけられ死亡した”救いの御子”の使徒の一人。
ゴゴール・ラヴィ・ブオナロテオ
法廷のゴゴール。全身を装甲で覆った巨漢だが、その姿は義体であり、本体は白い長髪に灰色の瞳の女の姿。
かつて存在したアブソリエル帝国で五百年ほど前に名を馳せたとされる大法官であり、帝国の衰退期に不老化した。
帝国は領土を失っているだけで帝国法を司る自分が生きている限り滅んでいないと考えていると同時に、帝国の衰退期に独立した国々を敵視しており、ツェベルン龍皇国やラペトデス七都市同盟を含む大小数十の国家全てに対し帝国法の裁定を下し、かつての栄光を取り戻そうと行動している。
ガユスやギギナがルゲニア共和国を訪れていた頃には軍事国家であるネデンシア人民共和国を襲撃。ネデンシア軍を単騎で粉砕し、軍が決死の覚悟で発動した戦術級核融合咒式をも防ぎ切った所でミルメオンと遭遇し、交戦。
数千発の咒式全てが回避され、古き巨人の王でもなければ使えないとされる小惑星生成咒式を連続で使用したものの、ミルメオンには有効打を与えられなかった。
アブソリエル帝国時代の法廷を再現し、罪状によって四肢や頭部を破壊し、絶対に相手を葬るとされる大法廷咒式を発動するもミルメオンを倒せず、イルソミナスの分身体の助力でその場を離脱しようとしたが追いつかれ、最後はミルメオンの手でどことも知れない謎の世界へと飛ばされ、そこに生息する異形の群れと戦い続ける事となった。
ソトレリツォ
雪寂のソトレリツォ。踊る夜を「星々の断頭台」と呼称している。
髪、瞳から背広まで青一色の青年。頭上には常に小さな雲が浮かび、そこから降る雪をこれまた青色の傘で受け止めている。
異貌のものどものでも上位種で冬の支配者であるとされる氷雪公主を従えている。作中では数万から百万トーンまでの水を操る化学錬成系咒式を使用しており、この咒式で生じさせた大量の水を氷雪公主の力によって氷塊にする技も見せていた。クエロの雷撃に対しては超純水を生成して防御しようとしていた。
イルソミナス
死都のイルソミナス。ラカンナム市を消失させたとされる。長い黒髪を有する黒いドレスの女。
独自の生体強化系咒式により強化された十五万本の髪はアルミニウムの半分の重さで鋼鉄の二十倍の強度を誇り全方位を切り裂く刃であると同時に、半径数キロメルトルを網羅する感覚器官にして防壁となっている。本編ではこの髪で対象を鎧や盾ごと締め上げ両断していた。また、自身の髪を放ち西遊記の「孫悟空」のような分身を作ることも可能。分身と本体との実力差はとくに見られない。
ゴゴールがミルメオンと交戦中にネデンシア人民共和国のヨギョルグ総統を暗殺。ゴゴールと共にミルメオンを攻撃したが回避不能のはずの攻撃が全く通じなかったために逃走した。

### モルディーン十二翼将
アザルリ
元十二翼将六位。逆さの魔人。右目と口以外の全身を包帯で覆った浅黒い肌の男。物理反射と裏返しの次元咒式を魔杖剣なしで行使する。最悪の殺人者だが人以外は殺せない。約束を守らない者は全て殺し、自身は約束を必ず守る。約15万人が死亡したカンザールの大穴事件の犯人。
元世界の敵ギルレインでもあり、元聖十二使徒イェフダルでもある。ネトゲンス監獄に封印された後はアザルリ（字瑠璃）という仮名で翼将としての活動をしていたが、アラヤの助力により22年を経て監獄から抜け出し、再び宙界の瞳を求めて動き始める。
アラヤとの約束を果たして緑の宙界の瞳を手に入れ、咒力増幅効果を利用した次元咒式でガユス達に襲いかかったが、オキツグに咒式もろとも両断された。その後次元咒式に飲み込まれたが、自らを裏返しにすることで辛うじて生き延びた。

## 既刊一覧

### 小説
| タイトル                                                     | 初版第1刷発行  | 発売日         | ISBN              | 備考 |
| ------------------------------------------------------------ | -------------- | -------------- | ----------------- | --- |
| されど罪人は竜と踊る 1 Dances with the Dragons               | 2008年5月25日  | 2008年5月20日  | 978-4-09-451072-0 | |
| されど罪人は竜と踊る 2 Ash to Wish                           | 2008年6月23日  | 2008年6月18日  | 978-4-09-451076-8 | |
| されど罪人は竜と踊る 3 Silverdawn Goldendusk                 | 2008年9月23日  | 2008年9月18日  | 978-4-09-451088-1 | |
| されど罪人は竜と踊る 4 Soul Bet's Gamblers                   | 2008年10月23日 | 2008年10月18日 | 978-4-09-451094-2 | |
| されど罪人は竜と踊る 5 Hard Days & Nights                    | 2009年2月23日  | 2009年2月18日  | 978-4-09-451116-1 | 短編集 - 翅の残照 - 道化の予言 - 黒衣の福音 - 禁じられた数字 - 始まりのはばたき - 幸運と不運と（書き下ろし） - 刃の宿業（書き下ろし）   |
| されど罪人は竜と踊る 6 As Long As I Fall                     | 2009年4月22日  | 2009年4月17日  | 978-4-09-451132-1 | 短編集 - 迷い路 - 青の日射しに灼かれて - 尾を喰らう蛇 - 雨にさらして - 青嵐 - 優しく哀しいくちびる - 夏よりも暑い戦い（書き下ろし）     |
| されど罪人は竜と踊る 7 Go to kill The Love Story             | 2009年8月23日  | 2009年8月18日  | 978-4-09-451153-6 | |
| されど罪人は竜と踊る 8 Nowhere Here                          | 2009年10月25日 | 2009年10月20日 | 978-4-09-451165-9 | |
| されど罪人は竜と踊る 9 Be on the Next Victim                 | 2010年7月22日  | 2010年7月17日  | 978-4-09-451218-2 | |
| されど罪人は竜と踊る 10 Scarlet Tide                         | 2011年6月22日  | 2011年6月17日  | 978-4-09-451279-3 | |
| されど罪人は竜と踊る 11 Waiting Here to Stop the Noisy Heart | 2012年5月23日  | 2012年5月18日  | 978-4-09-451339-4 | |
| されど罪人は竜と踊る 0.5 At That Time the Sky was Higher     |                | 2012年9月19日  | 978-4-09-451363-9 | |
| されど罪人は竜と踊る 12 The One I Want                       | 2013年4月23日  | 2013年4月18日  | 978-4-09-451406-3 | |
| されど罪人は竜と踊る 13 Even if you become the Stardust      | 2013年12月23日 | 2013年12月18日 | 978-4-09-451457-5 | 短編集 - 覇者に捧ぐ禍唄 - 朱の誓約 - しあわせの後ろ姿 - 黄金と泥の畔 - 翼の在処 - 白球を追って（書き下ろし）                            |
| されど罪人は竜と踊る 14 果てしなき夜ぞ来たりて               | 2014年9月23日  | 2014年9月18日  | 978-4-09-451510-7 | 短編集 - 三本脚の椅子 - 演算されし想い - 打ち捨てられた御手 - 夜は応えず - 嵐の予兆 - 迷い蝶（書き下ろし） - 世の果ての宴（書き下ろし） |
| されど罪人は竜と踊る 15 瑠璃色の放物線                       | 2015年1月25日  | 2015年1月20日  | 978-4-09-451529-9 | |
| されど罪人は竜と踊る 16 永劫を夢見るままに                   | 2015年2月23日  | 2015年2月18日  | 978-4-09-451535-0 | |
| されど罪人は竜と踊る 17 箱詰めの童話                         | 2016年7月25日  | 2016年7月20日  | 978-4-09-451619-7 | |
| されど罪人は竜と踊る 18 どこかで、誰かの歌が                 | 2016年8月23日  | 2016年8月18日  | 978-4-09-451627-2 | |
| されど罪人は竜と踊る 19 灰雪の蹉跌                           | 2017年2月22日  | 2017年2月17日  | 978-4-09-451659-3 | 短編集 - 集う星くずたち - 少女たちの肖像 - 応報の軛 - そして何度でも - 転がる猫目                                                       |
| されど罪人は竜と踊る 20 三千万の美しき残骸                   | 2017年9月25日  | 2017年9月20日  | 978-4-09-451698-2 | |
| されど罪人は竜と踊る: オルケストラ                           |                | 2018年1月18日  | 978-4-09-451715-6 | 公式アンソロジー短編集 - カルロ・ゼン - 榊一郎 - 高殿円 - 望公太 - 長月達平 - ベニー松山 - 三雲岳斗                                     |
| されど罪人は竜と踊る 21 天への落日                           | 2018年3月25日  | 2018年3月20日  | 978-4-09-451724-8 | |
| されど罪人は竜と踊る 22 去りゆきし君との帝国                 | 2022年12月25日 | 2022年12月20日 | 978-4-09-453102-2 | |
| されど罪人は竜と踊る 23 猟犬に哀れみの首輪を                 | 2023年1月23日  | 2023年1月18日  | 978-4-09-453109-1 | |
| されど罪人は竜と踊る 24 いつかこの心が消えゆくとしても       |                | 2023年2月20日  | 978-4-09-453113-8 | |

### 漫画
- 浅井ラボ（原作）・宮城（キャラクター原案）・ざいん（キャラクター原案）・ミトガワワタル（作画） 『されど罪人は竜と踊る 輪舞』 小学館〈サンデーGXコミックス〉、全4巻
  1. 2017年9月19日発売[33]、ISBN 978-4-09-157497-8
  2. 2018年1月19日発売[34]、ISBN 978-4-09-157511-1
  3. 2018年4月19日発売[35]、ISBN 978-4-09-157520-3
  4. 2018年10月19日発売[36]、ISBN 978-4-09-157546-3

## ドラマCD
ムービックより発売。音楽は川本比佐志。
1. 『Dramatic CD Collection されど罪人は竜と踊る 完全版1』、2009年4月24日、MACY-2800
2. 『Dramatic CD Collection されど罪人は竜と踊る 完全版2』、2009年5月27日、MACY-2801

## オーディオブック
ガガガ文庫と声優事務所の81プロデュースが組んでオーディオブックを提供していくこととなり、本作も配信の形で発売されている。
- 2019年4月12日より行われる初回配信タイトルに、1巻が含まれている[37]。田尻浩章が一人語りにて朗読。
- 2021年4月20日より行われる第25弾配信タイトルに、0.5巻が含まれている[38]。配役は德石勝大（朗読＋ガユス）、川野剛稔（ギギナ）、向井莉生（クエロ）、宮田幸季（ストラトス）、田尻浩章（ジオルグ）、千先広大（リューヒンほか）、木暮晃石（ゾビーノほか）、小宮けい（ティトー＋パンハイマほか）[39]。

## テレビアニメ
2016年8月にアニメ化企画進行中であることが、2017年2月にテレビアニメ化がそれぞれ発表され、2018年4月より6月までTBSテレビの『アニメリコ』枠ほかにて放送された。アニメ制作のセブン・アークス・ピクチャーズにとっては東京放送ホールディングス（現・TBSホールディングス（TBSHD））による子会社化後、初のTBSテレビとの協業となる。
当初は2017年10月から放送が予定されていたが、同年9月22日、制作上の都合により翌2018年4月への延期が発表された。

### スタッフ
- 原作 - 浅井ラボ[43]
- キャラクター原案 - 宮城[43]、ざいん[43]
- 総監督 - 錦織博[43]
- 監督 - 花井宏和[43]
- シリーズ構成 - 伊神貴世[43]
- キャラクターデザイン - 北尾勝[6]、小倉典子[6]
- プロップデザイン - 益田賢治、久我嘉輝[45]
- 武器デザイン - 谷裕司[45]、岡戸智凱[45]
- クリーチャーデザイン - 森木靖泰[45]、大塚あきら[45]
- 美術設定 - 大久保修一[45]、友野加世子[45]、泉寛[45]
- 美術監督 - 池田繁美[45]、丸山由紀子[45]（第1 - 6話）→常盤庄司[45]（第7話 - ）
- 色彩設定 - 西村薫[45]
- 撮影監督 - 榎本めぐみ[45]（第1 - 4話）→服部安[45]（第5話 - ）
- 編集 - 関一彦[45]（第5話 - ）
- 3Dディレクター - 谷口顕也[45]
- 音響監督 - えびなやすのり[45]
- 音楽 - 大間々昂[45]
- 劇伴制作プロデューサー - 水田大介[45]、中目孝昭[45]
- 音楽制作 - 日音[45]
- プロデューサー - 田中潤一朗[45]、黒須礼央[45]、知久敦[45]、長谷川俊介[45]、康村諒[45]、林俊安[45]
- アニメーション制作 - セブン・アークス・ピクチャーズ[46]
- 製作協力 - NBCユニバーサル・エンターテイメント、小学館、サミー、セブン・アークス、メディコス・エンタテインメント
- 製作 - TBS、「され竜」製作委員会

### 主題歌
オープニングテーマ「divine criminal」
作詞・作曲・編曲 - 八木沼悟志 / 歌 - fripSide
第7話ではエンディングとして使用された。
エンディングテーマ「décadence -デカダンス-」
作詞 - 黒崎真音、akane / 作曲・編曲 - 藤井亮太、奈須野新平 / 歌 - 黒崎真音

### 各話リスト
| 話数   | サブタイトル             | 脚本     | 絵コンテ            | 演出              | 作画監督 | 総作画監督                          |
| ------ | ------------------------ | -------- | ------------------- | ----------------- | --- | ----------------------------------- |
| 第1話  | 咒式と剣の禍唄           | 伊神貴世 | 花井宏和            | 花井宏和          | 石川健介 小倉典子 冨永一仁 望月俊平 平田賢一 飯嶋友里恵 宮地聡子 服部益実 河本美代子 戸羽谷沙知 上野泰寛 服部憲知 鉄人動画 | 石川健介 小倉典子 北尾勝            |
| 第2話  | 枢機卿長の祝祭           | 伊神貴世 | 西村博昭 花井宏和   | 高山秀樹          | Kim Suho Jang Jaeyong 冨永一仁 アルベルト・キエ NEOX                                                                       | 石川健介 小倉典子 北尾勝            |
| 第3話  | 光の紡ぎ手               | 菅原雪絵 | 長尾粛              | 所俊克            | 柳孝相 飯飼一幸 門智昭 | 石川健介 小倉典子                   |
| 第4話  | 翼持つものたちの群舞     | 菅原雪絵 | 江口大輔            | 三上喜子 花井宏和 | 吉岡敏幸 富永一仁 岡田雅人 二宮奈那子 西川真人 鉄人動画                                                                    | 石川健介 小倉典子                   |
| 第5話  | 復讐の女神               | 伊神貴世 | 佐野隆史            | 白石道太          | 細田沙織 中野彰子 吉岡敏幸 西川真人 平田賢一 飯嶋友里恵 アルベルト・キエ                                                   | 石川健介 小倉典子                   |
| 第6話  | 凶兆                     | 伊神貴世 | 関十                | 森友宏樹          | Kim Bongduck Lee Sungjae                                                                                                   | 石川健介                            |
| 第7話  | 夜会への誘い             | 伊神貴世 | 秋山宏              | 殿水敦子 中野彰子 | 細田沙織 久松沙紀 中野彰子 岡本圭一郎 平田賢一 月岡芳一                                                                    | 石川健介 小倉典子 冨永一仁          |
| 第8話  | おだやかな昼とさびしい夜 | 伊神貴世 | 中村近世            | 松村樹里亜        | 吉岡敏幸 岡田雅人 西川真人 宇都木勇 秋山宏                                                                                 | 小倉典子 冨永一仁                   |
| 第9話  | 悪意の啓示               | 伊神貴世 | 山田雅之 東海林真一 | 高山秀樹          | Hwang Yeongsik | 小倉典子                            |
| 第10話 | 蜘蛛の断頭台・蛇の刻限   | 伊神貴世 | 花井宏和 菱川直樹   | 菱川直樹          | （株）247 | 冨永一仁 石川健介 森前和也          |
| 第11話 | 砂礫の終局図             | 伊神貴世 | 加瀬充子            | 森友宏樹          | Hwang Yeongsik Kim BOngduck                                                                                                | 小倉典子 石川健介 冨永一仁 森前和也 |
| 第12話 | されど我らは             | 伊神貴世 | 東海林真一          | 花井宏和          | 月岡芳一 久松沙紀 細田沙織                                                                                                 | 石川健介 小倉典子 冨永一仁          |

### 放送局
| 放送期間                               | 放送時間                     | 放送局         | 対象地域   | 備考                                               |
| -------------------------------------- | ---------------------------- | -------------- | ---------- | -------------------------------------------------- |
| 2018年4月6日 - 6月22日                 | 金曜 1:58 - 2:28（木曜深夜） | TBSテレビ      | 関東広域圏 | 製作局                                             |
| 2018年4月15日 - 6月24日                | 日曜 1:30 - 2:00（土曜深夜） | BS-TBS         | 日本全域   | BS放送 初週のみ4月14日（土曜）23:30 - 24:00 に放送 |
| 2018年4月16日 - 7月2日                 | 月曜 1:30 - 2:00（日曜深夜） | TBSチャンネル1 | 日本全域   | CS放送 / リピート放送あり                          |
| TBSテレビ・BS-TBSは『アニメリコ』第2部 |                              |                |            |                                                    |

### BD
| 巻 | 発売日        | 収録話          | 規格品番  |
| -- | ------------- | --------------- | --------- |
| 1  | 2018年6月27日 | 第1話 - 第3話   | GNXA-2031 |
| 2  | 2018年7月27日 | 第4話 - 第6話   | GNXA-2032 |
| 3  | 2018年8月29日 | 第7話 - 第9話   | GNXA-2033 |
| 4  | 2018年9月28日 | 第10話 - 第12話 | GNXA-2034 |

| TBSテレビ 金曜 1:58 - 2:28（木曜深夜）枠 | TBSテレビ 金曜 1:58 - 2:28（木曜深夜）枠            | TBSテレビ 金曜 1:58 - 2:28（木曜深夜）枠 |
| 前番組                                   | 番組名                                              | 次番組                                   |
| ---------------------------------------- | --------------------------------------------------- | ---------------------------------------- |
| ミイラの飼い方                           | されど罪人は竜と踊る - ※本作より『アニメリコ』第2部 | 七星のスバル                             |